# Alexandre Choron
Pour les articles homonymes, voir Choron.
Pour l’article homonyme, voir Alexandre-Étienne Choron.
Alexandre Étienne Choron, né en 1837 et mort en 1924, est un cuisinier français.

## Biographie
Chef de cuisine au Café Voisin installé 261 rue Saint-Honoré à Paris, Alexandre Choron est entré dans la postérité avec l'invention d'une sauce à laquelle il a donné son nom, la sauce Choron, une béarnaise enrichie de concentré de tomate avant d’être réduite puis chinoisée.
Choron reste également dans les annales pour ses plats à base d'éléphant : trompe d'éléphant à la sauce chasseur, éléphant bourguignon, provenant de la boucherie à l'angle de la rue Washington et du faubourg Saint-Honoré, qui avait débité les filets des éléphants Castor et sa sœur Pollux, de la ménagerie du Jardin des plantes, qu'il a servis au cours du siège de Paris de 1870 par les Prussiens.
Le menu, principalement composé des meilleurs morceaux des animaux du Jardin d'acclimatation, qu'il a proposé pour le réveillon de Noël 1870 : tête d'âne farcie, consommé d'éléphant, chameau rôti à l'anglaise, civet de kangourou, côtes d'ours rôties sauce poivrade, cuissot de loup, sauce chevreuil, chat flanqué de rats, terrine d'antilope aux truffes, est entré dans la légende. Les vins étaient un Mouton Rothschild 1846, un romanée-conti 1858 et un château Palmer 1864.